# Большая Ловча
Большая Ловча — деревня в Суражском районе Брянской области России. Входит в состав Дубровского сельского поселения.

## География
Деревня находится в северо-западной части Брянской области, в зоне хвойно-широколиственных лесов, в пределах части Приднепровской низменности, при автодороге 15К-2507, на расстоянии примерно 7 километров (по прямой) к северу от города Суража, административного центра района. Абсолютная высота — 174 метра над уровнем моря.

### Климат
Климат характеризуется как умеренно континентальный с достаточным увлажнением, тёплым летом и умеренно холодной зимой. Среднегодовая многолетняя температура воздуха составляет 5,4 °С. Средняя температура воздуха самого тёплого месяца (июля) — 18,1 °C (абсолютный максимум — 37 °C); самого холодного (января) — −8 — −7,5 °C (абсолютный минимум — −37 °C). Период активной вегетации растений (с температурой выше 10°С) составляет 144 дня. Среднегодовое количество атмосферных осадков составляет 554 мм, из которых большая часть (285 мм) выпадает в тёплый период. Снежный покров держится в течение 120—130 дней.

### Часовой пояс
Деревня Большая Ловча, как и вся Брянская область, находится в часовой зоне МСК (московское время). Смещение применяемого времени относительно UTC составляет +3:00.

## История
Основана Есимонтовскими в середине XVIII века как слобода; 
входила в Мглинскую сотню Стародубского полка (казачьего населения не имела). 
С 1782 по 1921 в Суражском уезде (с 1861 - в составе Новодроковской волости); 
в 1921-1929 в Клинцовском уезде (Новодроковская, с 1924 Суражская волости). С 1919 до 1930-х годов и в 1960-1961 - центр Большеловчанского сельсовета; 
между этими периодами в Иржачском сельсовете; в 1961-1984 в Далисичском. 
В середине XX века - колхоз "Новая Ловча". 

## Население
| 2010 | 2013 |
| ---- | ---- |
| 119  | ↘117 |

550 человек (1901), в национальной структуре населения русские составляли 96 % из 158 человек (2002).
Будет упразднена как фактически не существующая в связи с переселением всех жителей на постоянное место жительства в другие населённые пункты.